# 1963 en Ontario
Chronologie de l'Ontario
- 1959
- 1960
- 1961
- 1962
- 1963
- 1964
- 1965
- 1966
- 1967

Cette page concerne des événements d'actualité qui se sont produits durant l'année 1963 dans la province canadienne de l'Ontario.

## Politique
- Premier ministre :  John Robarts du parti progressiste-conservateur de l'Ontario.
- Chef de l'Opposition :
- Lieutenant-gouverneur :
- Législature :

## Événements
- Création du Conseil des arts de l'Ontario.

## Naissances
- 19 janvier : Steve Peters (en),  président de l'Assemblée législative de l'Ontario.

## Décès
- Edith Berkeley (en), biologiste (° 1875).
- 23 juin : Herbert Alexander Bruce (en), 15e lieutenant-gouverneur de l'Ontario (° 28 septembre 1868).